# Kaan Caliskaner
Kaan Caliskaner (Gladbach, 3 novembre 1999) è un calciatore tedesco, attaccante del Motor Lublino.

## Carriera
Cresciuto nel settore giovanile del Bergisch Gladbach, nel gennaio 2018 si trasferisce al Colonia, che lo aggrega alle sue giovanili. In estate viene aggregato alla squadra riserve, con cui totalizza, nell'arco di due anni, 41 presenze e 10 reti in Regionalliga. Nel luglio 2020 viene acquistato del Jahn Ratisbona; debutta tra i professionisti il 18 settembre successivo, disputando l'incontro di 2. Bundesliga pareggiato 1-1 contro il Norimberga.

## Statistiche

### Presenze e reti nei club
Statistiche aggiornate al 2 agosto 2022.
| Stagione          | Squadra           | Campionato        | Campionato | Campionato | Coppe nazionali | Coppe nazionali | Coppe nazionali | Coppe continentali | Coppe continentali | Coppe continentali | Altre coppe | Altre coppe | Altre coppe | Totale | Totale |
| Stagione          | Squadra           | Comp              | Pres       | Reti       | Comp            | Pres            | Reti            | Comp               | Pres               | Reti               | Comp        | Pres        | Reti        | Pres   | Reti   |
| ----------------- | ----------------- | ----------------- | ---------- | ---------- | --------------- | --------------- | --------------- | ------------------ | ------------------ | ------------------ | ----------- | ----------- | ----------- | ------ | ------ |
| 2018-2019         | Colonia II        | RL                | 17         | 4          |                 | -               | -               |                    | -                  | -                  |             | -           | -           | 17     | 4      |
| 2019-2020         | Colonia II        | RL                | 24         | 6          |                 | -               | -               |                    | -                  | -                  |             | -           | -           | 24     | 6      |
| Totale Colonia II | Totale Colonia II | Totale Colonia II | 41         | 10         |                 | -               | -               |                    | -                  | -                  |             | -           | -           | 41     | 10     |
| 2020-2021         | Jahn Ratisbona    | 2L                | 32         | 1          | CG              | 4               | 0               |                    | -                  | -                  |             | -           | -           | 36     | 1      |
| 2021-2022         | Jahn Ratisbona    | 2L                | 17         | 2          | CG              | 1               | 0               |                    | -                  | -                  |             | -           | -           | 18     | 2      |
| 2022-2023         | Jahn Ratisbona    | 2L                | 2          | 0          | CG              | 1               | 0               |                    | -                  | -                  |             | -           | -           | 3      | 0      |
| Totale carriera   | Totale carriera   | Totale carriera   | 92         | 13         |                 | 6               | 0               |                    | -                  | -                  |             | -           | -           | 98     | 13     |

## Palmarès
- Campionato polacco: 1

Jagiellonia: 2023-2024